# 三鷹公一
三鷹 公一（みたか こういち）は、兵庫県出身の日本の漫画家。

## 経歴
岡山大学出身。
1990年から1995年まで東京急行電鉄の夏のスタンプラリー『すたんぷポン』の漫画を担当していた。

## 作品リスト
- どーでもエージェント
- 守ってあげたい（読切『少年サンデー増刊』1983年8月号）
- ぐわんばれアニィ（読切『少年サンデー増刊』1983年10月号）
- お相手します（集中連載『少年サンデー』1983年48号・49号）
- おんりいyou（集中連載『少年サンデー』1985年30号～）
- 激走アニィ
- レディ・ドール
- ゴール!嵐（連載『月刊少年キャプテン』1991年）
- フリケン龍（連載『月刊コロコロコミック』1992年3月号 - 9月号）
- 格闘キッド ダイナマイト!蛮（連載『別冊コロコロコミック』1992年12月号 - 1993年10月号）
- Jリーガー シュート（連載『小学三年生』）
- ブルースワット（連載『別冊コロコロコミック』1994年4月号 - 12月号）
- ボンバーマンビーダマン爆外伝[1]（連載『別冊コロコロコミック』1996年10月号 - 1999年2月号）
  - ボンバーマンビーダマン爆外伝V（連載『別冊コロコロコミック』1999年4月号 - 12月号）
- 超魔神英雄伝ワタル（連載『月刊コロコロコミック』1997年10月号 - 1998年3月号）
- 未来レーサーブイツイン（連載『小学二年生』1999年4月号 - 2000年3月号）
- ゾイドバトルストーリー（連載『小学二年生』2000年4月号 - 2001年2月号）
- ゾイドウォーズ・ゼロ（読切『小学二年生』2001年3月号）
- ゾイドウォーズ・ゼロ（連載『小学三年生』2001年4月号 - 2002年1月号）
- ゾイド・ゼロ（連載『小学二年生』2001年4月号 - 7月号）
- ドンと一本!（連載『ちゃぐりん』2001年5月号 - 2004年4月号）
- 電脳冒険記ウェブダイバー（『てれコロコミック』2001年9月号）
- へたっぴKICK!!（連載『ちゃぐりん』2004年5月号 - 2007年4月号）
- ジグザグ雷道（連載『ちゃぐりん』2007年5月号 - 2011年4月号）
- 火の球ベース（連載『ちゃぐりん』2011年5月号 - 2014年4月号）
- シューティング流星(スター)（連載『ちゃぐりん』2016年5月号 - 2021年4月号）
- おてつきカルタ！（連載『ちゃぐりん』2021年5月号 - 連載中）

## 師匠
- 望月三起也
- 吾妻ひでお
- みやたけし